# Uwajna
Uwajna (arab. عوينة) – miejscowość w Syrii, w muhafazie Hama. W 2004 roku liczyła 1832 mieszkańców.